# Некипелов, Михаил Иннокентьевич
Михаил Иннокентьевич Некипелов (родился 11 марта 1937 года, Иркутск - 24 января 2022 года, там же) — доктор медицинских наук (1994), профессор (1995) кафедры общей гигиены Иркутского государственного медицинского университета, академик Российской академии естествознания (2004).

## Биография
Родился в семье рабочего, трудившегося на заводе им. В.В. Куйбышева.
В 1956 году поступил, а в 1962 году окончил санитарно-гигиенический факультет Иркутского государственного медицинского института и был зачислен в аспирантуру при кафедре общей гигиены, которой руководил учёный с мировым именем — профессор Яков Михайлович Грушко. Уже в студенческие годы М.И. Некипелов был хорошо известен профессору, т.к. с 1 по 6 курсы был активистом студенческого научного кружка кафедры общей гигиены, имел почётные грамоты за выполненные по линии Студенческого научного общества им. И.И. Мечникова работы.
В 1966 году под руководством профессора Я.М. Грушко успешно защитил диссертацию на соискание учёной степени кандидата медицинских наук «Материалы к вопросу допустимости концентрации азотнокислого алюминия в водоёмах». Актуальность и новизна этой работы были обусловлены тем, что соли азотной кислоты, к которым относится нитрат алюминия, находят широкое применение в различных отраслях народного хозяйства и в больших количествах сбрасываются с промышленными стоками в чистые реки, озёра и водохранилища, создавая угрозу для здоровья населения и обитателей водоёмов (рыб и мелких водных организмов). Соискатель экспериментально доказал токсичность нитрата алюминия и нитратов других металлов для водных организмов и теплокровных животных, обосновав необходимость их регламентации в открытых водоёмах и питьевой воде. Результаты работ были опубликованы в «Бюллетене Московского общества испытателей природы», «Зоологическом журнале», издательства АН СССР, «Гигиене и санитарии» и в других изданиях, на которые имеются многочисленные ссылки в зарубежной и отечественной литературе.
После защиты докторской диссертации научная деятельность М.И. Некипелова также была посвящена комплексным проблема гигиены, психогигиены, психофизиологии с публикацией работы в журналах общественной Российской академии естествознания («Современные наукоёмкие технологии», «Фундаментальные исследования», «Современные проблемы науки и образования», «Успехи современного естествознания»). По всем изучаемым проблемам опубликовано более 200 научных и учебно-методических работ.
В 1965 году был принят на должность ассистента кафедры общей гигиены, позднее стал доцентом этой же кафедры, а в 1995 году – профессором. В 70-80-е годы XX века неоднократно избирался секретарём партийной организации санитарно-гигиенического факультета ИГМИ, председателем Иркутского отделения Всероссийского общества гигиенистов и санитарных врачей. В эти же годы по приказу Минздрава РСФСР выезжал в Свердловский, Кемеровский и Башкирский медицинские институты в качестве председателя государственной экзаменационной комиссии на выпускных курсах санитарно-гигиенического факультета.
В 1976-1981 годах он являлся одним из руководителей республиканской комплексной темы по научной организации учебного процесса (тема НОУП №3) «Разработка оптимальных психофизиологических и санитарно-гигиенических условий обучения», в этот же период он заведовал специально созданной психофизиологической лабораторией ИГМИ. Является разработчиком психофизиологического направления в гигиене, докладчик на Всесоюзных и республиканских Съездах гигиенистов, Международных, Всесоюзных и Всероссийских научных конференциях.
В 2004 году за большой вклад в развитие современной науки профессор М.И. Некипелов был избран действительным членом Российской академии естествознания.
Кроме того, Михаил Иннокентьевич известен в ВУЗе и за его пределами как автор многочисленных стихов, отличающихся глубокой проникновенностью и простотой. Часть из них публиковалась в газете "Медик", юбилейном сборнике ИГМУ и сборниках «Наука и поэзия», «Венок из мыслей». В текущем году он планирует выпустить первую книжку сборника стихов «Энциклопедия житейской мудрости от А до Я».